# Зробимо Україну чистою!

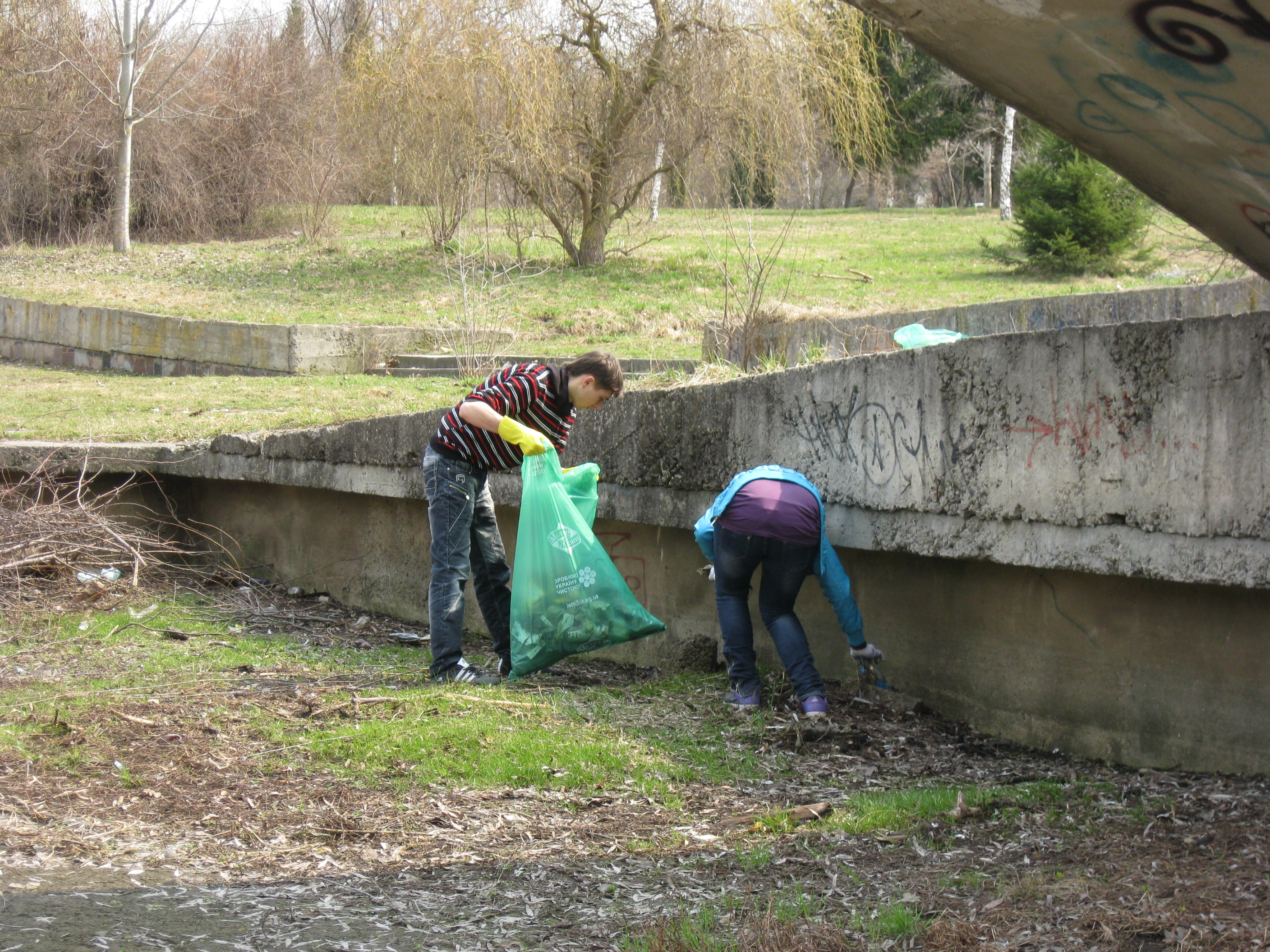
Прибирання парку у Рівному під час «Зробимо Україну чистою!» 2013

«Зробимо Україну чистою!» — український екологічний рух, осучаснений аналог «суботників». Початок бере від громадської ініціативи «Зробимо Київ чистим!», яка виникла у 2009 році. У 2015 році почалася інша акція «Зробимо Україну чистою разом!».
Основна мета  — виховувати у громадян дбайливе ставлення до довкілля.

## Історія
У 2010 р. реалізовано два проєкти «Зробимо Київ чистим» та «Зробимо Київ чистим — 2» в рамках міжнародної ініціативи «Let's Do It, World».
16 квітня 2011 р. було проведено першу всеукраїнську акцію з прибирання парків та зелених зон «Зробимо Україну чистою», яка зібрала 22 тисячі учасників у 50 населених пунктах України. Серед співорганізаторів акції бути Київська міська державна адміністрація, UN Volunteers та WWF, корпоративно підтримали суботник Google, МТС Україна, DHL, Новий канал та ін.
У 2012 р. провели всеукраїнську акцію «Зробимо Україну чистою — 2012» з прибирання парків та зелених зон, 51 000 учасників близько 100 населених пунктів по всій Україні.
20 квітня 2013 р. провели всеукраїнську акцію «Зробимо Україну чистою — 2013», понад 130 000  учасників із понад 200 населених пунктів по всій Україні, зокрема близько 4300 волонтерів підтримали акцію у Львівській області. На місцевому рівні акцію підтримали понад 100 національних і локальних компаній/організацій.
12 квітня 2014-го року організували ЗУЧ-2014 — цього разу у всеукраїнській акції взяли участь близько 170 тисяч українців з більше ніж 1000 населених пунктів. Було зібрано 80 т ПЕТ, 348 т скла і 982 т іншого сміття. Серед партнерів акції, наприклад, Нова пошта, Фармак, Міністерство освіти України та інші. Окрім прибирання відбулися інші заходи: в Олександрії футболіст Владислав Ващук і вихованці дитячого та юнацького клубу «Аметист» висадили в парку кількадесят дерев;
у Миколаєві відбулися майстер-класи з влаштування саду; у Тернополі в рамках вуличного університету пройшла дискусія на тему «Екологія як ідеологія».

## Нагороди
- Effie Awards Ukraine — золото (2012)[5], срібло (2011)[6] у категорії «Соціальна реклама/ благодійність»
- Green Awards Ukraine — золото (2012)[7], срібло (2011)[8] у категорії «Найкращий „зелений“ соціальний проєкт»
- Ukrainian Event Awards — золото (2013)[9], золото (2012)[10] у категорії «Найкращий соціальний івент»
- Гран-прі, золото, срібло фестивалю «Срібний Меркурій» (2012, м. Санкт-Петербург, Росія)[11]
- Срібло у категорії Not For Profit, Charities, Public Sector на світовому фестивалі MAA Globes Awards 2012 (США)[12]

## Громадська організація
У 2013 році була зареєстрована громадська організація з назвою «Зробимо Україну чистою» та англійською «Let's Do It Ukraine» з ідентифікаційним кодом 38567228.
«Зробимо Україну чистою» реалізовує різні проєкти на екологічну тематику, мета яких — прищепити любов людей до довкілля. Організація влаштовує масове прибирання, просуває сімейне та корпоративне волонтерство, пропагує роздільний збір та переробку сміття. 19 жовтня 2013 відбулась, зокрема, Всеукраїнська акція з корпоративної посадки дерев та благоустрою «Не забудь».
Через конфлікт всередині організації, у 2015 році було створено іншу громадську організацію з офіційною назвою «Лец Ду Іт Юкрейн» та ідентифікаційним кодом 39605269. Нова організація проводить акцію «Зробимо Україну чистою разом!» і послуговується назвою Let's Do It, Ukraine.
Обидва проєкти мають дозвіл від міжнародної організації «Let's Do It Foundation», що базується в Естонії, на використання логотипу. У 2015 ГО «Let's Do It, Ukraine» стали її представниками, і також взяли участь в міжнародній щорічній конференції Clean World Conference 2015.